# Агбенд
Агбенд (азерб. Ağbənd) — посёлок в Зангеланском районе Азербайджана.

## Топонимика
Слово акбенд означает — «белая, ясная, чистая плотина». Название посёлка происходит от одноимённой горы у подножия, которой и расположен.

## География
Агбенд расположен у подножия одноимённой горы на левом берегу реки Аракс (Араз), в 22 км к юго-западу от города Зангелан.

## История
Поселение основано в 1958 году выходцами из сёл Бартаз, Вежнали, Деллякли, Эмирханлы, Бахарлы, Чопедере и Суртук.
В ходе Первой карабахской войны посёлок перешёл под контроль непризнанной НКР и был включён ею в Кашатагский район. Согласно резолюциям СБ ООН Агбенд считался оккупированным армянскими силами.
22 октября 2020 года президент Азербайджана Ильхам Алиев объявил, что в ходе Второй карабахской войны азербайджанская армия вернула контроль над посёлком, тем самым обеспечив полный контроль над азербайджано-иранской границей.
6 октября 2023 года в Агбенде был заложен фундамент погранично-таможенной инфраструктуры и автомобильного моста из Азербайджана в Иран.

## Население
До октября 1993 года в селе были развиты животноводство и выращивание земледельческих культур. Имелись клуб, библиотека, медпункт.